# マイク・バントム
マイク・バントム（Mike Bantom 1951年12月3日- ）は、アメリカ合衆国ペンシルベニア州フィラデルフィア出身のバスケットボール選手。

## 経歴
セント・ジョセフ大学でパワーフォワード、センターでプレーした彼は、1972年のミュンヘンオリンピックのアメリカ代表に選ばれ、銀メダルを獲得した。
1973年のNBAドラフト1巡全体8位でフェニックス・サンズに指名された。1973-74シーズンのNBAオールルーキーチームに選ばれた。サンズで2シーズンプレーした後、シアトル・スーパーソニックス、ニューヨーク・ニックス、インディアナ・ペイサーズ、フィラデルフィア・セブンティシクサーズで合計9シーズンプレーし、8568得点（平均12.1得点）、4517リバウンド（平均6.4リバウンド）、1623アシストをあげた。
1982年から1989年まではイタリアのプロチームでプレーした。
現役引退後、1989年にNBAインターナショナルのライセンスマネージャーに就任した。1992年から1994年までの3年間は、コンバースと組んで、アフリカでのNBAツアーやヨーロッパ、アジア、オーストラリア、アフリカ、南米でクリニックを行った。1994年から1997年まではスイスのジュネーブにあるNBAヨーロッパで勤務した。その後、NBAオールスターゲームでのNBAジャムセッションの責任者、副社長などを務めた。